# Célula dendrítica folicular
Célula  dendrítica  folicular  é um tipo de célula  do sistema imune encontrada nos folículos linfáticos  primários e secundários que interagem com os linfócitos B aí existentes.
As células  dendríticas  foliculares foram descritas pela primeira vez em 1965 e foram atribuídas ao grupo de células dendríticas em razão de extensos processos "dendríticos" que ocorrem na sua superfície - observando-se que, embora similares na aparência, as células dendríticas são estruturas distintas dos dendrites do neurônios. 
Ao contrário das células dendríticas linfóides e mielóides , as células dendríticas foliculares não derivam de células-tronco hematopoiéticas da medula óssea, mas são de origem mesenquimal.